# Rudolf Nierlich

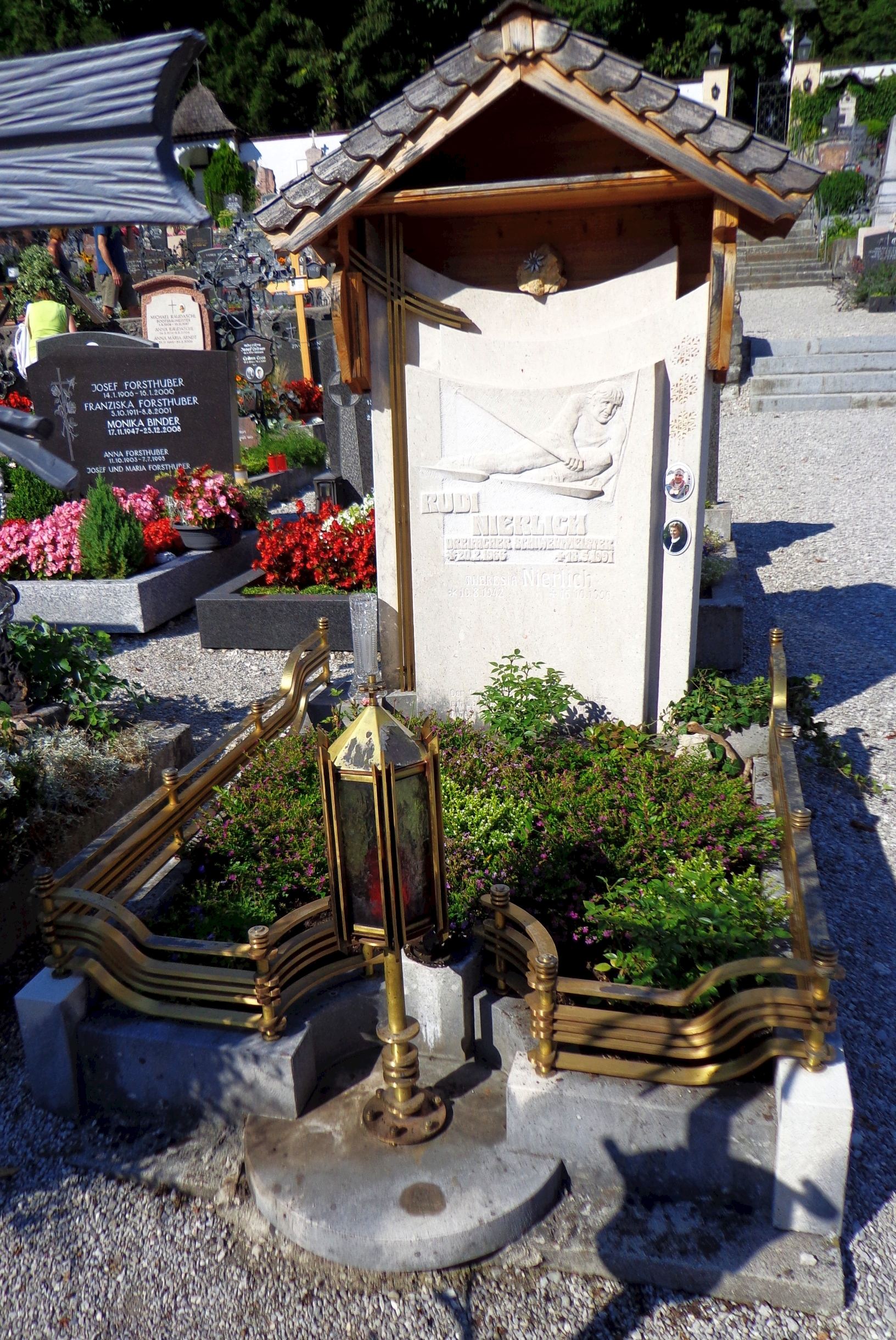
Rudi Nierlichs Grab in St. Wolfgang im Salzkammergut.

Rudolf „Rudi“ Nierlich (* 20. Februar 1966 in Bad Ischl; † 18. Mai 1991 in St. Wolfgang im Salzkammergut) war ein österreichischer Skirennläufer. Der Slalom- und Riesenslalomspezialist feierte in seiner Karriere acht Weltcupsiege und wurde dreimal Weltmeister.

## Biografie
Rudi Nierlich wuchs in St. Wolfgang im Salzkammergut auf und begann nach seiner Schulausbildung eine Tischlerlehre, ehe er sich voll auf den Skirennsport konzentrierte. Nach ersten Erfolgen im Nachwuchsbereich, darunter mehreren Medaillen bei Österreichischen Schülermeisterschaften, wurde er Anfang der 1980er-Jahre in den Kader des Österreichischen Skiverbandes aufgenommen. Seinen ersten internationalen Erfolg feierte er bei den Juniorenweltmeisterschaften 1984 in Sugarloaf, wo er mit über drei Sekunden Vorsprung auf seinen Teamkollegen Helmut Mayer die Goldmedaille im Riesenslalom gewann. Im selben Jahr wurde er dreifacher Österreichischer Juniorenmeister. Im Europacup gelangen ihm in der Saison 1984/85 zwei Riesenslalomsiege und weitere zwei Podestplätze, womit er die Riesenslalomwertung gewann und Zweiter im Gesamtklassement wurde. Im folgenden Winter gewann er insgesamt vier Slalom- und Riesenslalomrennen im Europacup, siegte in der Gesamt- und Riesenslalomwertung und wurde Zweiter im Slalomklassement.
Nach seinen Europacuperfolgen war Nierlich ab der Saison 1986/87 regelmäßig im Weltcup am Start. Auch zuvor hatte er schon an wenigen Weltcuprennen teilgenommen und im Dezember 1984 als 15. der Kombination von Madonna di Campiglio seinen ersten Weltcuppunkt geholt. Mit zwei vierten Plätzen in den Rennen von Adelboden und Kitzbühel qualifizierte er sich für die Weltmeisterschaften 1987 in Crans-Montana, wurde dort überraschend Siebenter im Super-G, schied in seinen Spezialdisziplinen Slalom und Riesenslalom aber im ersten Durchgang aus. Sein riskanter, aber technisch fortschrittlicher Fahrstil (er zeigte bereits Ansätze der Carving-Technik, obwohl die Skier damals noch nicht so stark tailliert waren) bescherten ihm auch im Weltcup viele Ausfälle, dennoch erreichte er zu Saisonende am 22. März 1987 im Riesenslalom von Sarajevo erstmals das Podest. Im selben Winter wurde er Österreichischer Meister im Riesenslalom.
Die Saison 1987/88 begann mit zwei weiteren Podestplätzen, und am 30. Jänner 1988 feierte Nierlich im Riesenslalom von Schladming seinen ersten Weltcupsieg. Bei den Olympischen Winterspielen 1988 in Calgary kam er auf den fünften Rang im Riesenslalom, im Slalom fiel er aber im ersten Lauf aus. Im Jänner 1989 gelangen Nierlich seine nächsten beiden Weltcupsiege im Riesenslalom von Kirchberg und im Slalom von Wengen. Bei den Weltmeisterschaften 1989 in Vail blieb er diesmal von Ausfällen verschont und feierte im Slalom und im Riesenslalom zwei überlegene Siege. Mit zwei weiteren Weltcupsiegen im Riesenslalom von Furano und im Slalom von Shigakōgen erreichte er in der Saison 1988/89 den dritten Platz in der Riesenslalomwertung und wurde jeweils Sechster in der Slalom- und Gesamtwertung. Der Doppelweltmeister, der in diesem Jahr auch die österreichische Meisterschaft im Slalom gewonnen hatte, wurde 1989 als Österreichs Sportler des Jahres ausgezeichnet.
Im Winter 1989/90 fuhr Nierlich insgesamt viermal auf das Podest, siegte aber nur im Slalom von Kitzbühel. Bei den Weltmeisterschaften 1991 in Saalbach-Hinterglemm gelang ihm, nach einem Ausfall im Slalom, die erfolgreiche Titelverteidigung im Riesenslalom. Dieser Sieg wurde vom Internationalen Skiverband (FIS) erst wenige Tage nach dem Rennen offiziell bestätigt, da Nierlich im ersten Durchgang mit einem Rennanzug gestartet war, dem die vorgeschriebene Plombe als Nachweis der Überprüfung durch die FIS gefehlt hatte. Nach den Weltmeisterschaften feierte er in den Slaloms von Oppdal und Aspen seine nächsten Weltcupsiege und erreichte mit weiteren sieben Podestplätzen den zweiten Rang im Riesenslalomweltcup sowie den dritten Rang im Slalom- und im Gesamtweltcup.
Nierlich war aufgrund seines ruhigen und bescheidenen Wesens bei den Teamkollegen sehr beliebt; bei Interviews war er oft recht wortkarg in seinen Antworten. Sein Spruch „Wonns laft, donn laft's!“ („Wenn es läuft, dann läuft es!“) wird immer wieder von Reportern und Skirennläufern zitiert.
In den frühen Morgenstunden des 18. Mai 1991 fand die Karriere des 25-Jährigen ein tragisches Ende. Bei einem Autounfall kam er nahe St. Wolfgang mit seinem Fahrzeug bei starkem Regen von der Straße ab, prallte gegen eine Hausmauer und erlitt tödliche Verletzungen. Er wurde auf dem Friedhof von St. Wolfgang im Salzkammergut beigesetzt.

## Erfolge

### Olympische Winterspiele
- Calgary 1988: 5. Riesenslalom

### Weltmeisterschaften
- Crans-Montana 1987: 7. Super-G
- Vail 1989: 1. Riesenslalom, 1. Slalom
- Saalbach-Hinterglemm 1991: 1. Riesenslalom

### Weltcupwertungen
| Saison  | Gesamt | Gesamt | Riesenslalom | Riesenslalom | Slalom | Slalom | Kombination | Kombination |
| Saison  | Platz  | Punkte | Platz        | Punkte       | Platz  | Punkte | Platz       | Punkte      |
| ------- | ------ | ------ | ------------ | ------------ | ------ | ------ | ----------- | ----------- |
| 1984/85 | 110.   | 1      | –            | –            | –      | –      | 41.         | 1           |
| 1986/87 | 19.    | 63     | 11.          | 34           | 12.    | 29     | –           | –           |
| 1987/88 | 17.    | 67     | 7.           | 47           | 18.    | 20     | –           | –           |
| 1988/89 | 6.     | 144    | 3.           | 79           | 6.     | 65     | –           | –           |
| 1989/90 | 10.    | 110    | 8.           | 42           | 9.     | 68     | –           | –           |
| 1990/91 | 3.     | 201    | 2.           | 101          | 3.     | 100    | –           | –           |

### Weltcupsiege
Nierlich errang 23 Podestplätze, davon 8 Siege:
| Datum            | Ort        | Land       | Disziplin    |
| ---------------- | ---------- | ---------- | ------------ |
| 30. Jänner 1988  | Schladming | Österreich | Riesenslalom |
| 10. Jänner 1989  | Kirchberg  | Österreich | Riesenslalom |
| 22. Jänner 1989  | Wengen     | Schweiz    | Slalom       |
| 3. März 1989     | Furano     | Japan      | Riesenslalom |
| 10. März 1989    | Shigakōgen | Japan      | Slalom       |
| 21. Jänner 1990  | Kitzbühel  | Österreich | Slalom       |
| 26. Februar 1991 | Oppdal     | Norwegen   | Slalom       |
| 10. März 1991    | Aspen      | USA        | Slalom       |

### Europacup
- Saison 1984/85: 2. Gesamtwertung, 1. Riesenslalomwertung
- Saison 1985/86: 1. Gesamtwertung, 1. Riesenslalomwertung, 2. Slalomwertung
- Insgesamt 6 Siege, 1× Zweiter, 1× Dritter

### Juniorenweltmeisterschaften
- Sugarloaf 1984: 1. Riesenslalom

### Österreichische Meisterschaften
- Zweifacher Österreichischer Meister (Riesenslalom 1987, Slalom 1989)

## Auszeichnungen
- Österreichischer Sportler des Jahres 1989